# Dmitrij Gerasimov
Dmitrij Gerasimov, anche conosciuto come Demetrius Erasmius, Mitja l'Interprete o Dmitrij lo Scolastico (in russo Дмитрий Герасимов?; 1465 – 1535), è stato un diplomatico, filologo, scrittore e interprete russo, che fornì anche delle informazioni a studiosi rinascimentali come Paolo Giovio e Sigismund von Herberstein.
Dmitrij visse presumibilmente a Novgorod per la maggior parte della sua vita e cooperò con i clerici novgorodiani del tempo. Da giovane studiò in Livonia dove imparò il latino e il tedesco. Questa conoscenza venne ben sfruttata quando servì sia come traduttore dei libri religiosi (come per esempio la Vulgata commentata da Sofronio Eusebio Girolamo, il Salterio di Brunone di Würzburg e i trattati contro la setta di Scharija l'Ebreo) sia come interprete delle ambasciate moscovite alla corte dell'imperatore Massimiliano I, e dopo in Prussia, Svezia e Danimarca. Nel 1525 fu un ambasciatore vero e proprio alla corte del papa Clemente VII quando il Granduca Basilio III aveva l'intenzione di aggiungersi alla lega anti-Ottomana. Durante il suo soggiorno a Roma, Dmitrij fornì a Paolo Giovio delle informazioni geografiche sulla Russia e sui paesi settentrionali. Queste informazioni furono raccolte in un libro da Giovio, e in seguito Battista Agnese le utilizzò per elaborare una mappa, che diventò il modello per tutte le mappe europee della Moscovia del secolo XVI.
Gerasimov tradusse anche l'Ars grammatica di Elio Donato, comparando la grammatica latina con quella dell'antico slavo ecclesiastico. Fu un eminente collaboratore di Maxim Grek, l'umanista greco Michaele Trivolis che lavorò in Russia.